# Voiture Wegmann

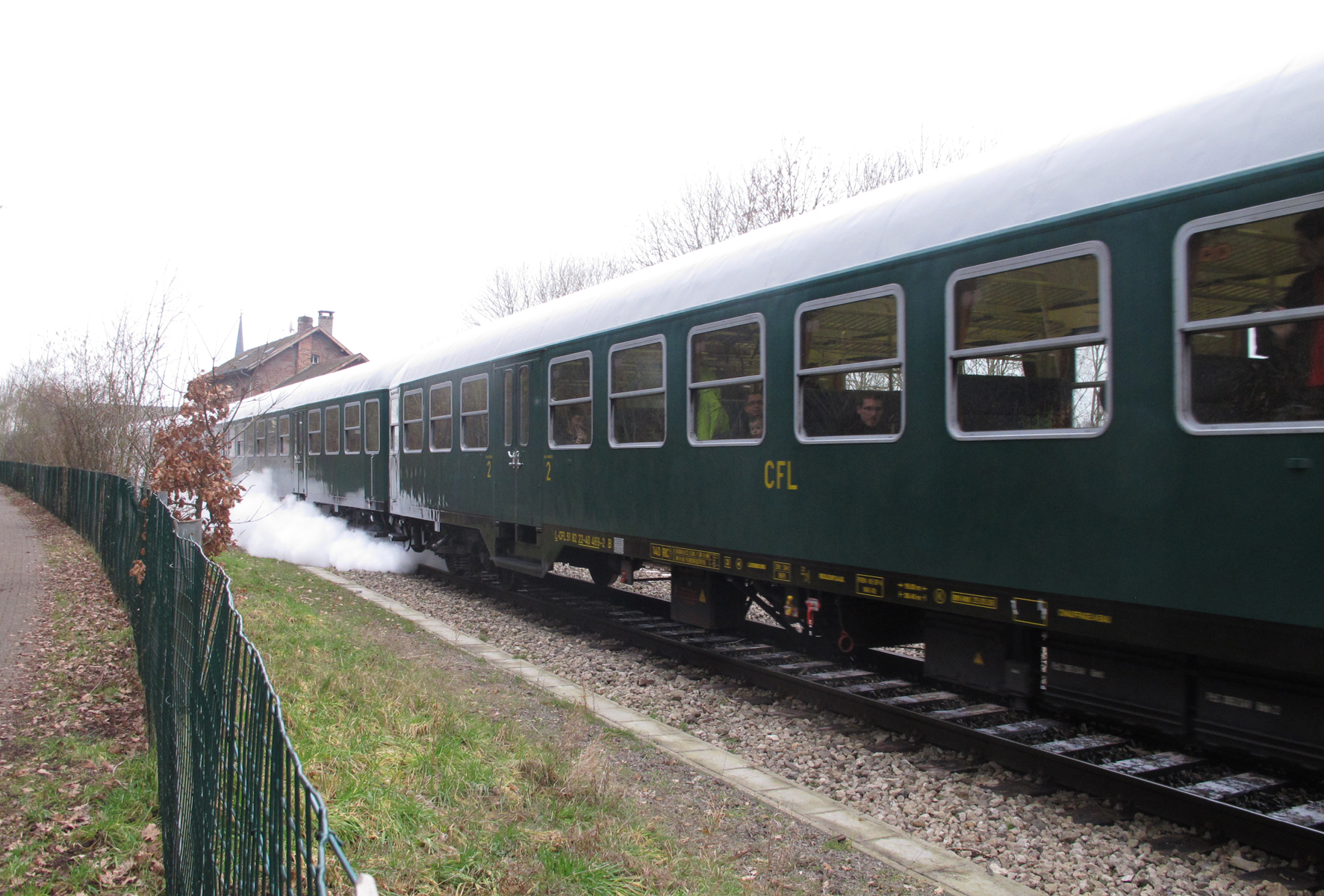
Voiture Wegmann préservée et remise en livrée d'origine.

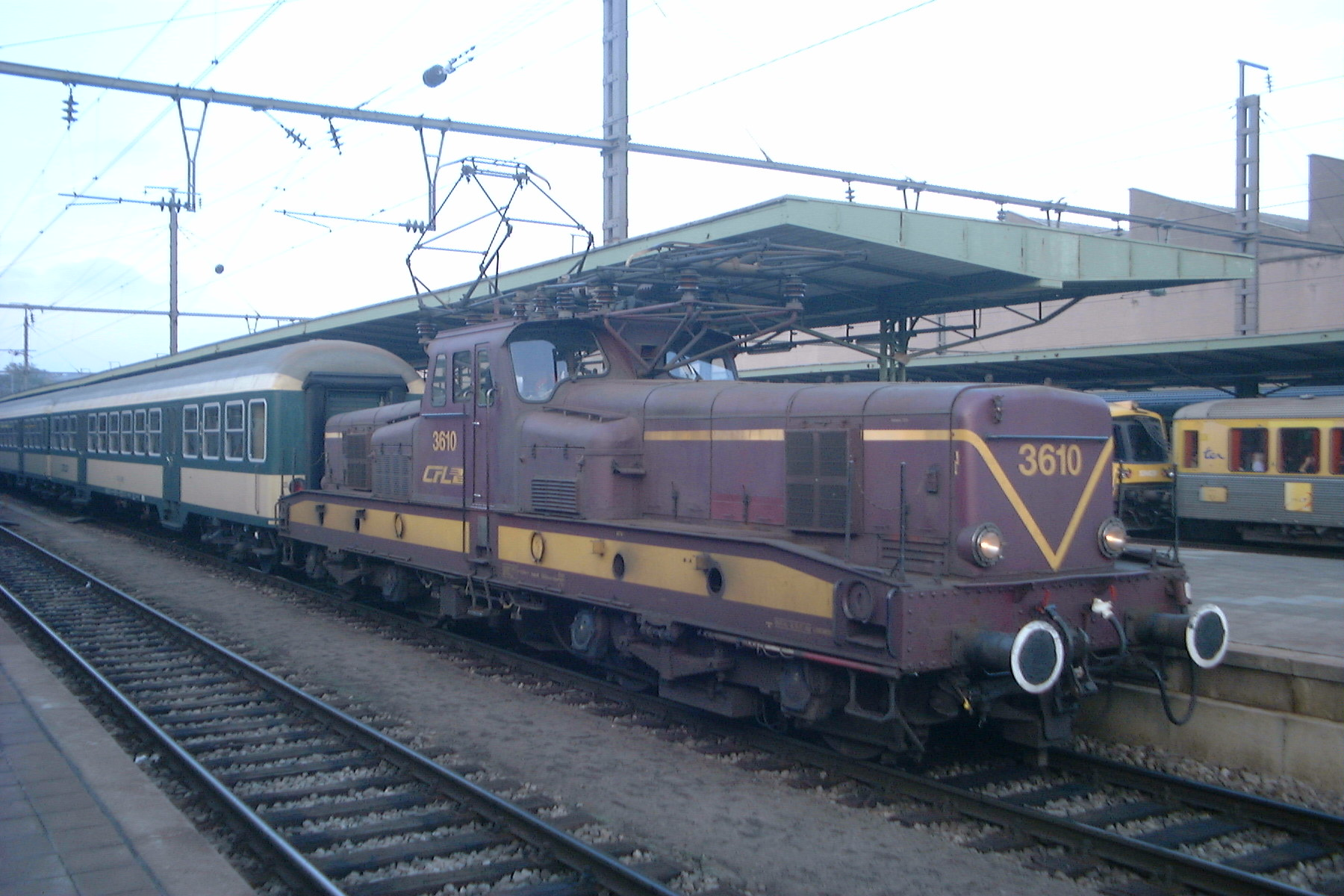
Locomotive remorquant une rame Wegmann.

Les voitures Wegmann sont des voitures voyageurs de la Société nationale des chemins de fer luxembourgeois, mises en service entre 1965 et 1967.
Directement dérivées des Silberlingen (en) allemandes, elles se distinguent par le choix des matériaux[réf. nécessaire] et un aménagement plus sommaire de la première classe et des compartiments à bagages.
Elles sont mises en service afin de renouveler le matériel remorqué hétéroclite d'avant-guerre issu de la Société anonyme luxembourgeoise des chemins de fer et minières Prince-Henri ainsi que de divers réseaux étrangers.
Ces voitures sont aussi bien utilisées sur les trains régionaux que sur les trains internationaux. Elles sont radiées en 2005 et remplacées en termes d'exploitation par les rames automotrices CFL série 2200 et par les voitures à deux niveaux « Dosto ». (en).
Proposées à la vente, elles ont pour la plupart été achetées par des ferrailleurs mais quelques exemplaires sont préservés.

## Les différentes variantes
On distingue trois variantes principales de voitures Wegmann, selon la classification UIC des voitures de chemin de fer :
- B : voitures de seconde classe (25 exemplaires livrés en 1965 et 13 livrés en 1967) ;
  - ces voitures disposent de deux salles de 24 places et d'une salle de 48 places ;
- AB : voitures mixtes première et seconde classe (9 exemplaires livrés en 1967) ;
  - leur disposition est d'une salle de 24 places de première classe et de deux salles de seconde classe (48 et 24 places) ;
- BD : voitures de seconde classe avec compartiment à bagages (13 exemplaires livrés en 1967) ;
  - elles possèdent une salle de 48 places assises et une autre de 24 places.

Au cours de leur carrière, plusieurs variantes sont apparues par transformation des voitures existantes :
- en 1966, en attendant la mise en service des voitures AB, cinq voitures B furent brièvement transformées en voitures AB. Elles reprirent leur disposition d'origine en 1967 ;
- en 1973, deux autres voitures B furent transformées en AB ;
- de 1984 à 1985, sept voitures BD furent transformées en ABD avec un compartiment à bagages, 48 places de seconde et 24 de première ;

- simultanément, sept AB furent transformées en voitures B ; les autres le seront également dans les années 1990 ;
- dans les années 1990, quatre ABD ont été remaniées avec 48 places de première classe et 24 de seconde ; trois BD ont été transformées en ABD avec 24 places de première classe ;
- en 1996 et 1997[4], une BD et une B ont été transformées en voitures-vélos en livrée jaune et bleu. en 2004 ils reçoivent une nouvelle livrée en blanc et rouge  ;
- une B a été transformée en voiture-restaurant "Rendez-vous". Par la suite, une ABD et une autre B ont été transformées en voitures-restaurant sans cuisine. Elles étaient utilisées sur des trains spéciaux ainsi que le Luxembourg-Blankenberghe express.
- vers 1998, une ABD supplémentaire a reçu 48 places de première classe tandis que deux B étaient (re)transformées en voitures AB

## Préservation
Plusieurs voitures Wegmann sont préservées au Luxembourg et en Allemagne :
- 11 des voitures revendues à NEG (filiale des CFL) ont été revendues à des chemins de fer touristiques allemands ; les 41 restantes ont presque toutes été démolies ;
- 4 voitures ordinaires ainsi que les 2 voitures-restaurant, la voiture "Rendez-vous" et la "Partywagen" sont préservées. 7 ont été classées au patrimoine historique ferroviaire par l’État Luxembourgeois dont 4 voitures restaurées en état d'origine ;
  - En raison de dégâts importants dus à la corrosion, ces 7 voitures ont du être retirées du service entre 2010 et 2014[5] ;
  - En 2020, les 4 voitures remises en état d'origine ont été envoyées à l'atelier DB de Neunmünster pour une reconstruction[6].
  - La voiture "Rendez-vous" a aussi été reconstruite à Neunmünster mais la voiture-restaurant ex-ABD fut déclarée en trop mauvais état pour rouler à nouveau[7] ;
  - Le CIER possède également une voiture ABD mais l'a mise en vente[8].